# 千葉市立高等特別支援学校
千葉市立高等特別支援学校（ちばしりつ こうとうとくべつしえんがっこう）は、千葉県千葉市美浜区真砂にある公立養護学校。知的障害者を教育対象とする。

## 沿革
- 2012年（平成24年）4月 - 千葉市立養護学校内に高等特別支援学校開設準備室設置。
- 2013年（平成25年）4月1日 - 旧真砂第二小学校跡の施設を利用して千葉市立養護学校真砂分校開校。
- 2015年（平成27年）3月31日 - 真砂分校閉校。
  - 4月1日 - 千葉市立高等特別支援学校として正式開校。

## 学部
- 普通科

## アクセス
- JR京葉線「検見川浜駅」より徒歩11分
- JR総武線（中央・総武線（各駅停車））「新検見川駅」より徒歩25分
- 千葉海浜交通バス「JR新検見川駅」3番バス乗り場より

「（真砂5丁目廻り検見川浜駅行）5丁目18街区」下車すぐ 所要時間5分